# Anpachi (huyện)
Anpachi (安八郡 (An Bát quận) Anpachi-gun) là huyện thuộc tỉnh Gifu, Nhật Bản. Tính đến ngày 1 tháng 10 năm 2020, dân số ước tính của huyện là 42.594 người và mật độ dân số là 720 người/km2. Tổng diện tích của huyện là 59,27 km2.